# Sportella dubia
Sportella dubia is een tweekleppigensoort uit de familie van de Sportellidae. De wetenschappelijke naam van de soort is voor het eerst geldig gepubliceerd in 1824 door Deshayes.